# Formicilla
Formicilla is een geslacht van kevers van de familie snoerhalskevers (Anthicidae).

## Soorten
- F. alta Chandler, 1973
- F. boggianii Krekich-Strassoldo, 1913
- F. coniceps Pic, 1936
- F. garciai (Pic, 1938)
- F. gibbosa Pic, 1912
- F. longipilosa Chandler, 1973
- F. munda LeConte, 1851
- F. vitrea Chandler, 1973